# Easy Now
Easy Now est une chanson de pop music écrite et composée par Eric Clapton. Il l'écrit et l'enregistre en 1970 pour son premier album solo Eric Clapton sur le label Polydor Records. La chanson est également sortie en tant que face B de After Midnight en 1970 et de Let It Rain en 1972. Elle apparaît également en 1972 dans la compilation Eric Clapton at His Best. L'enregistrement est produit par Delaney Bramlett.

## Composition
La chanson est écrite dans la tonalité de Fa dièse majeur et est jouée par Clapton avec une guitare folk.

## Réception
L'historien de la musique Marc Roberty la décrit comme « une chanson d'amour très sous-estimée » et qu'il trouve  « beaucoup plus sincère » que la chanson d'amour la plus connue de Clapton Wonderful Tonight.
Le critique musical Scott Floman trouve la chanson  « relativement négligée » et remarque que « la ballade simple mais efficace avec un Clapton-chanteur en progrès constant accompagné d'une seule guitare acoustique, est un des morceaux les plus sous-estimés de cet album sous-estimé, ».
Damian Fanelli, journaliste à Guitar World, considère Easy Now comme « une des plus belles chansons que Clapton a écrites » et déclare qu'elle ne sonne pas comme les autres chansons de l'abum en raison d'un « arrangement minimaliste ».
Rory O'Connor de la Tampa Tribune estime le style de la chanson inspiré par George Harrison, le trouvant « doux » et « mélodique »  avec des « changements d'accords peu orthodoxes ». Au final, O'Connor considère cette chanson comme un « joyau ».
Avec la face A After Midnight, Easy Now a été classée dans divers charts nationaux, notamment en Australie (#51), au Canada (#10), au Japon (#87), aux Pays-Bas (#19), en nouvelle-Zélande (#17) et aux États-Unis (#18). Avec Let It Rain, elle se classe en Australie (#99), au Canada (#42) et aux États-Unis (#48).